# توهم (فیلم ۱۳۶۴)
توهم فیلمی ایرانی به کارگردانی و نویسندگی سعید حاجی میری محصول سال ۱۳۶۴ است.

## خلاصه داستان
دو تن از اعضای «سازمان مجاهدین خلق» در یک خانه تیمی پناه گرفته‌اند. یکی از آن‌ها نسبت به مواضع فکری و سیاسی سازمان تردید دارد، اما دیگری همچنان بر ادامه راه راسخ است، آن‌دو به دنبال حادثه‌ای خیال می‌کنند که به محاصره کمیته گرفتار شده‌اند، تلاش می‌کنند تا اسناد درون سازمانی را در آتش بسوزانند و با نیروهایی که به آن‌ها هجوم آورده‌اند مقابله کنند. اما در این کشاکش…

## بازیگران
- جلیل فرجاد
- محمدرضا عالی پیام
- ملیحه نظری
- علی جاویدان
- رضا بنفشه‌خواه
- محسن صادقی
- حسین پرده‌شناس
- ابراهیم حاتمی‌کیا